# The First Lady (série télévisée)
Pour l’article homonyme, voir The First Lady.
The First Lady est une mini-série télévisée américaine en dix épisodes d'environ 55 minutes créée par Aaron Cooley et réalisée par Susanne Bier, diffusée du 17 avril au 19 juin 2022 sur Showtime.
Au Québec, la série est diffusée depuis juillet 2022 sur Super Écran. En France, elle est diffusée à partir du 1er décembre 2022 sur Paramount+.

## Synopsis
Dans l'aile Est de la Maison-Blanche, bon nombre des décisions les plus marquantes de l'Histoire ont été cachées, prises par les premières dames américaines charismatiques, complexes et dynamiques.
Cette série plonge profondément dans la vie personnelle et politique de trois premières dames. En explorant tout, depuis leur voyage à Washington, leur vie de famille et leurs contributions politiques qui ont changé le monde, l'impact des femmes de la Maison-Blanche n'est plus caché.

## Distribution

### Acteurs principaux
- Viola Davis (VF : Maïk Darah) : Michelle Obama - Première dame (2009-2017)
  - Jayme Lawson (VF : Aurélie Konaté) : Michelle Obama jeune
- Michelle Pfeiffer (VF : Emmanuèle Bondeville) : Betty Ford - Première dame (1974-1977)
  - Kristine Froseth : Betty Ford jeune
- Gillian Anderson (VF : Danièle Douet) : Eleanor Roosevelt - Première dame (1933-1945)
  - Eliza Scanlen (VF : Karine Foviau) : Eleanor Roosevelt jeune
- O. T. Fagbenle (VF : Serge Faliu) : Barack Obama, 44e président des États-Unis (2009-2017)
  - Julian De Niro (VF : Baptiste Marc) : Barack Obama jeune
- Dakota Fanning (VF : Camille Donda) : Susan Ford
- Lily Rabe (VF : Antonella Colapietro) : Lorena Hickok
- Regina Taylor (VF : Virginie Emane) : Marian Shields Robinson
- Kiefer Sutherland (VF : Gabriel Le Doze) : Franklin D. Roosevelt, 32e président des États-Unis (1933-1945)
  - Charlie Plummer : Franklin D. Roosevelt jeune
- Aaron Eckhart (VF : Philippe Vincent) : Gerald Ford, 38e président des États-Unis (1974-1977)
  - Jake Picking (en) : Gerald Ford jeune
- Clea DuVall (VF : Flora Brunier) : Malvina « Tommy » Thompson
- Evan Parke (VF : Sourou Ouadodji) : SS Allen Taylor

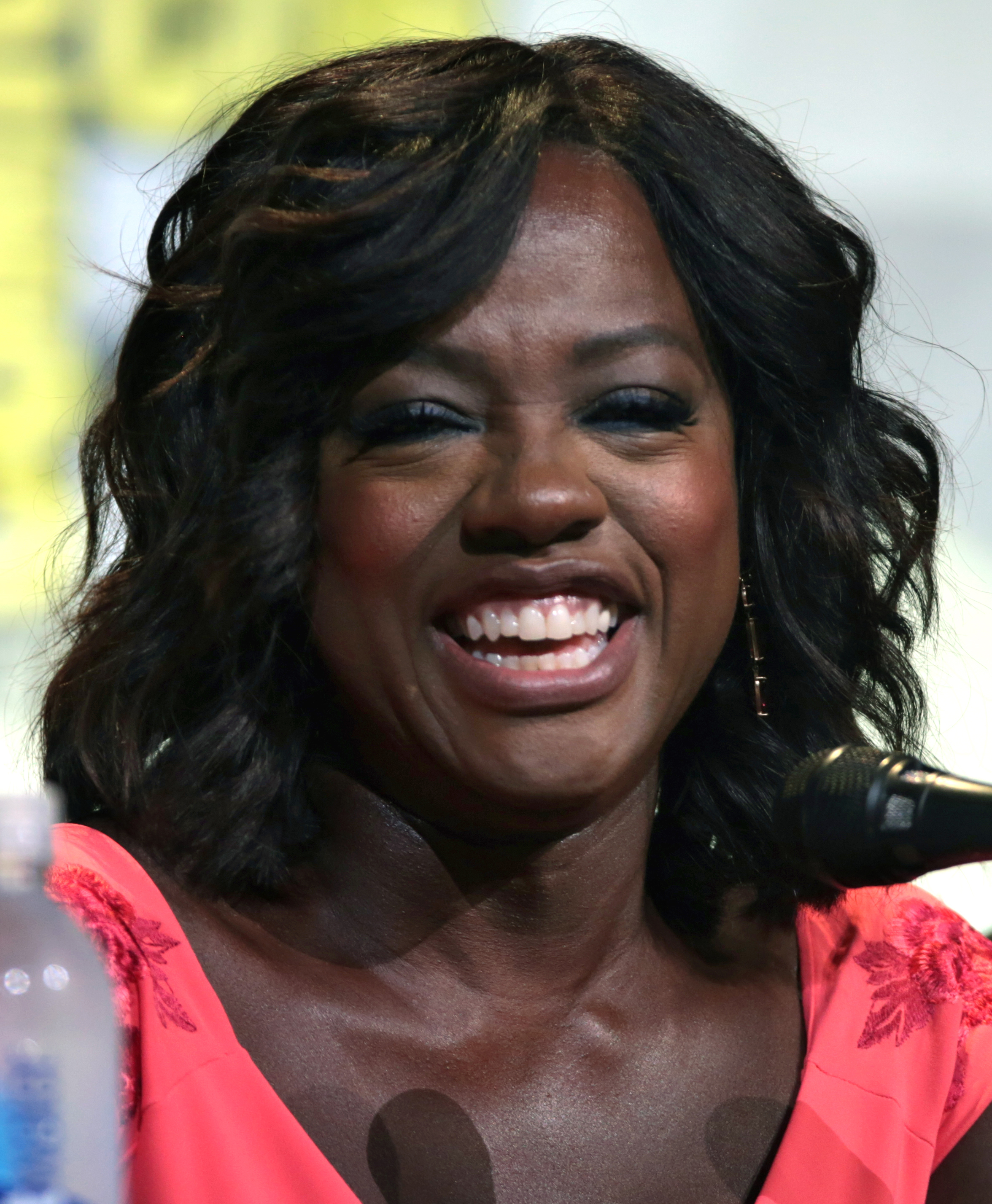
Viola Davis interprète Michelle Obama
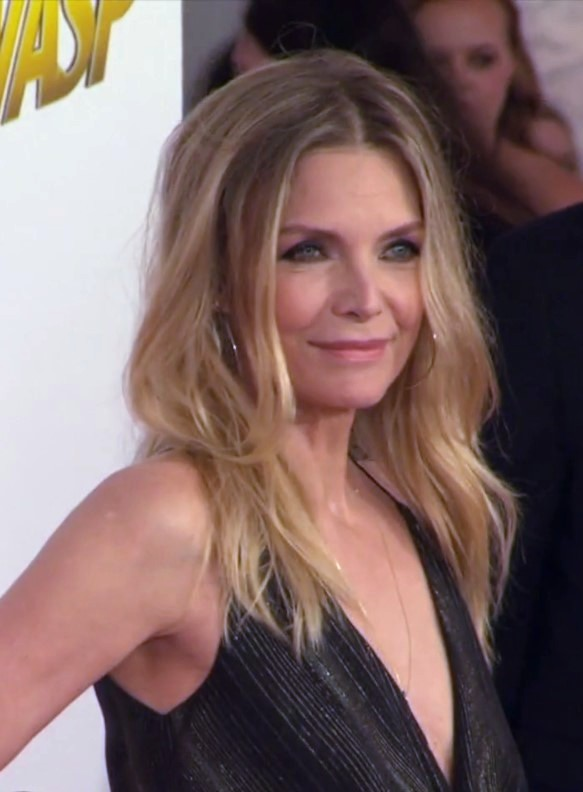
Michelle Pfeiffer interprète Betty Ford
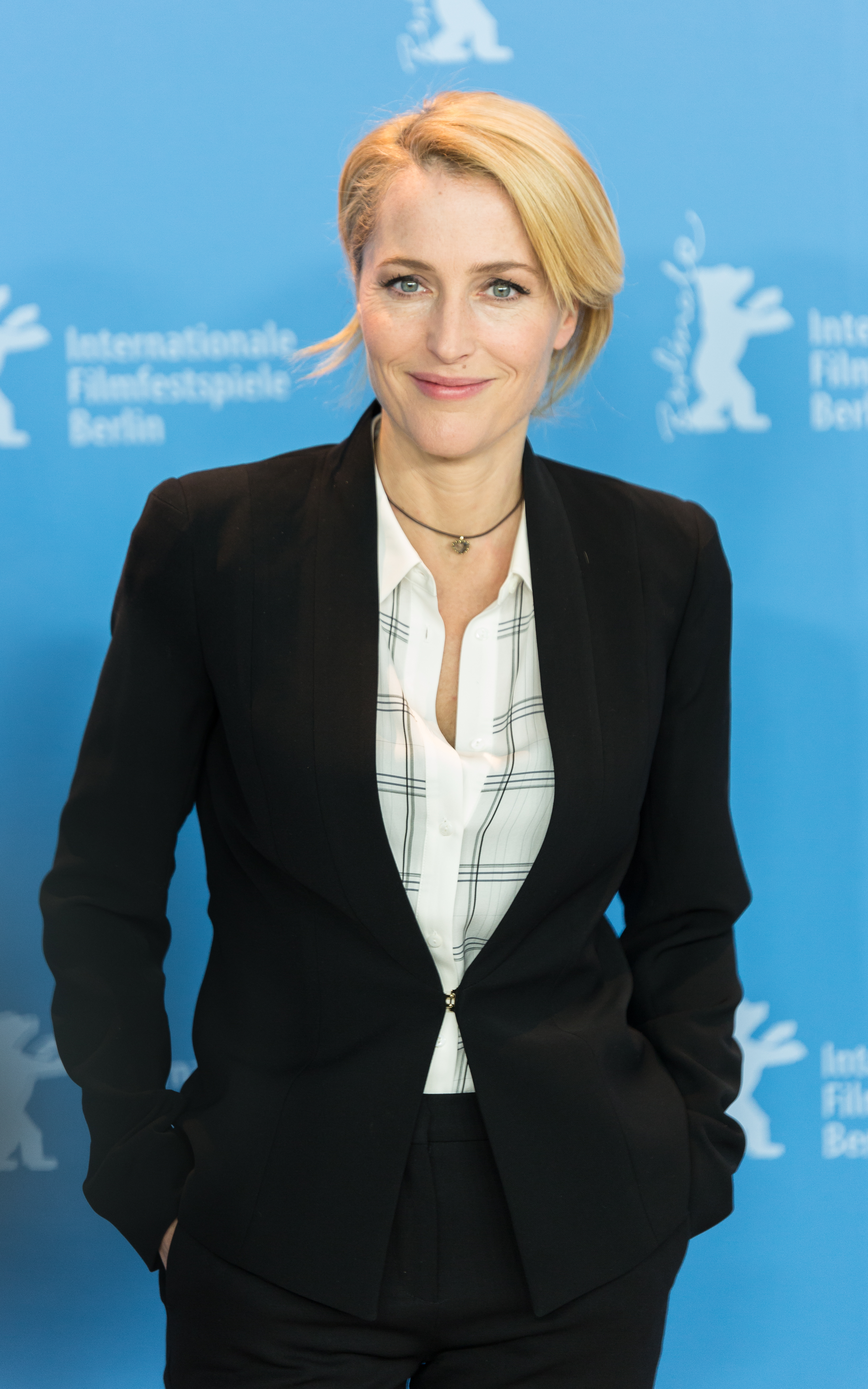
Gillian Anderson interprète Eleanor Roosevelt

### Acteurs récurrents
- Lexi Underwood : Malia Obama
- Derek Cecil (en) (VF : Pierre Tessier) : Donald Rumsfeld
- Aya Cash : Esther Liebowitz
- Cayden Boyd (VF : Sourou Ouadodji) : Michael Ford
- Marc Hills : Jack Ford
- Ben Cook : Steven Ford
- Leslie Kritzer (en) : Martha Graham
- Thomas E. Sullivan (VF : Cédric Ingard) : Bill Warren
- Patrice Johnson Chevannes : Clara Powell
- Isaiah Williams : Martin Luther King III
- Saniyya Sidney (en) (VF : Charlotte Hennequin) : Sasha Obama
- Gloria Reuben : Valerie June Jarrett
- Judy Greer : Nancy Howe
- Kate Mulgrew (VF : Marie-Madeleine Burguet-Le Doze) : Susan Sher
- Rhys Wakefield : Dick Cheney
- Rosalind Chao : Tina Tchen
- Michael Potts (VF : Jean-Paul Pitolin) : Fraser Robinson III
- Donna Lynne Champlin : Melissa « Mel » Winter
- Ellen Burstyn (VF : Catherine Lafond) : Sara Delano Roosevelt
- Jackie Earle Haley (VF : Vincent Violette) : Louis McHenry Howe
- Maria Dizzia : Lucy Mercer Rutherfurd
- Jeremy Bobb (VF : Frédéric Souterelle) : Theodore Roosevelt
- Cailee Spaeny (VF : Émilie Marié) : Anna Eleanor Jr.
- Kathleen Garrett (en) (VF : Pauline Larrieu) : Laura Bush
- Maurice P. Kerry : Cassius

 Source et légende : version française (VF) sur RS Doublage et cartons du doublage français.

## Production
Le 1er août 2022, la série est annulée.

## Tournage
Le 25 février 2021, il a été annoncé que le tournage avait commencé à Covington, en Géorgie.

## Épisodes
1. Cette Maison-Blanche (That White House)
2. Les Voix portent (Voices Carry)
3. Si vous permettez (Please Allow Me)
4. Fêlé (Cracked Pot)
5. Équilibre (See Saw)
6. Un grand cri (Shout Out)
7. Nadir (Nadir)
8. Coup parfait (Punch Perfect)
9. Faille (Rift)
10. Danse de la victoire (Victory Dance)

## Accueil

### Réception critique
La série est notée 3,2 sur 5 par les téléspectateurs sur le site d'Allociné.
La série est notée 6,4 sur 10 sur le site d'IMDb.